# 佩德雷加尔 (大卫区)
佩德雷加尔是巴拿马奇里基省大卫区的一个城市。 该市面积为144.4平方（55.8平方英里），2010年时人口为17,516，故其人口密度为121.3名居民每平方（314名居民每平方英里）。 1990年时人口为12,731，2000年时人口为15,220。